# Lucía Martínez Odriozola
Lucía Martínez Odriozola (Bilbo, Vizcaya, 3 de diciembre de 1958- Cruces, Barakaldo, Vizcaya, 14 de agosto de 2021) fue una periodista española. Primera decana de Kazetari-Colegio Vasco de Periodistasy cofundadora de la revista digital feminista Pikara magazine.

## Biografía
Lucía Martínez Odriozola perteneció a la primera promoción de Periodismo de la Universidad del País Vasco (1983). En dicho centro desarrolló su carrera docente a través del Departamento de Periodismo II.
En 2006 fue nombrada la primera decana de Kazetari-Colegio Vasco de Periodistas, y vicepresidenta de la Federación de Asociaciones de Periodistas de España (FAPE). También colaboró con el diario El Correo.
Falleció el 14 de agosto de 2021 a la edad de sesenta y tres años por complicaciones multiorgánicas tras un trasplante de riñón.

## Publicaciones
- En la revista Pikara Magazine.[7]
- En el periódico Eldiario.es.[8]